# Phytosciara bistriata
Phytosciara bistriata is een muggensoort uit de familie van de rouwmuggen (Sciaridae). De wetenschappelijke naam van de soort is voor het eerst geldig gepubliceerd in 1880 door Strobl.